# Leutari I
Leutari I, (Leutharius/Λεύθαρις) (fl. VI secolo), è stato un condottiero germanico noto per essere stato, insieme al fratello Butilino (nelle fonti greche: Βουτιλῖνος/ Βουσελίνος; in quelle latine: Butilinus/Buccellenus), al comando del contingente (franco-alamanno) che invase e saccheggiò l'Italia negli anni 553-554.

## Biografia
Si sa molto poco di lui: si tratta, come detto, del fratello di Butilino, il quale, alcuni anni prima (nel 539), aveva già capitanato una dura incursione in Italia per conto del re franco Teodeberto; entrambi i fratelli – al servizio dei Franchi – sono tradizionalmente qualificati nelle fonti come duces degli Alamanni.
Nel 553, ambasciatori inviati dai Goti giunsero alla corte di re Teodebaldo (figlio e successore di Teodeberto) chiedendo aiuto contro i Bizantini comandati da Narsete, che avevano sconfitto e ucciso in battaglia gli ultimi re goti Totila e Teia, e sembravano ormai aver vinto la guerra; pur senza l'appoggio esplicito di re Teodebaldo, Butilino e Leutari decisero di aiutare i Goti contro i Bizantini, organizzando una spedizione forte di 75.000 uomini, tra Franchi e Alamanni per invadere l'Italia e conquistarla. Il numero, che ci è fornito da Agazia, appare tuttavia esagerato ed è stato da tempo messo in serio dubbio, definito com'è stato, chiffre manifestement incroyable da uno studioso del livello di Stein.
Attraversato il fiume Po nell'estate 553, gli invasori presero Parma e sconfissero un contingente romano condotto dall'erulo Fulcari.
Nel corso del 554 Butilino e Leutari, apparentemente senza incontrare una significativa resistenza, avanzarono verso l'Italia meridionale, devastando e saccheggiando i territori che attraversavano; giunti all'altezza di Roma, divisero le loro forze in due colonne, ciascuna guidata da uno dei fratelli.
In estate, Leutari propose a Butilino, che era si era spinto fino allo stretto di Messina, di ritornare verso nord per mettere al sicuro il bottino nella Venetia, allora sotto il controllo dei Franchi, ma Butilino rifiutò, determinato com'era a sconfiggere Narsete e a sottomettere l'Italia intera, con la precisa aspirazione di governarla come re dei Goti.
Leutari decise di ritornare autonomamente verso nord, probabilmente d'accordo con il fratello, come si evince probabilmente da Agazia, II,4,9 che lascia intendere scopertamente l'intenzione di Leutari di ritornare in seguito a dar man forte a Butilino, una volta messo in sicurezza il bottino. La sua colonna, appesantita dalle prede e resa meno efficiente, venne affrontata e sconfitta presso Fano dalla guarnigione romana di stanza a Pesaro, guidata da Artabane e dall'unno Uldach, perdendo l'oro, gli oggetti preziosi saccheggiati nelle chiese e un gran numero di prigionieri.
Spesso le evidenze archeologiche vengono infatti in soccorso della storia: il racconto circostanziato del sistematico saccheggio degli edifici di culto italiani ha trovato un preciso riscontro archeologico nel corso dello scavo (e dello studio) di alcune tombe Alamanniche nella zona dell'attuale Kastell Hüfingen, l'antica Brigobannis della cosiddetta Tavola Peutingeriana, nella regione del Baden-Württemberg, una ventina di chilometri dal confine con la Svizzera, in direzione di Schaffausen.
I rinvenimenti all'interno di due tombe femminili di Hüfingen (le nn. 308 e 557) consentono di focalizzare l'attenzione su due “pietre montate” (dette tecnicamente Cabochon), riutilizzate come ornamenti o amuleti che, per la loro fattura (ma anche per gli evidenti segni di asportazione violenta dalla loro sede originaria), rinviano alle tipiche decorazioni che si ritrovano sistematicamente im kirchlichen Bereich des Mittelmeer-raumes, auf Kreuzen, Reliquiaren oder Buchdeckeln (Evangeliaren), cioè su Croci, Reliquiari o Evangeliari dell'area mediterranea.
Secondo le valutazioni dei reperti archeologici, e attraverso una serie complessa di valutazioni, fast zwangsläufig führen diese Überlegungen zu der bekannten Stelle in den Historiae des Agathias von Myrina, in der unterschiedliche Verhaltender christlichen Franken und der (noch) heidnischen Alamannen beim Heerzug des Leutharis und des Butilinus nach Italien in den Jahren 553-554 schildert (“queste considerazioni conducono pressoché inevitabilmente al noto passo delle Historiae di Agazia di Mirina, nel quale egli descrive il differente comportamento dei Franchi cristiani e degli (ancora) pagani Alamanni, nel corso della incursione in Italia di Leutari e Butilino negli anni 553-554”). Insomma, non è da escludere che quelle pietre, oggetti di piccole dimensioni e di comoda trasportabilità, possano essere state frutto dei saccheggi narrati da Agazia.
Leutari riuscì però, con buona parte dei suoi, a mettersi in salvo, attraversando a fatica il Po e, puntando a nord-est, a raggiungere quella parte della Venetia già occupata dai Franchi nel corso del conflitto tra Goti e Romani d'Oriente. 
Giunti a Ceneda, l'attuale Vittorio Veneto, Leutari e gli Alamanni sarebbero tuttavia periti – come vedremo – a causa di un grave morbo.
Le spie romane avvertirono Narsete della misera fine del contingente di Leutari alla vigilia della battaglia che doveva vedere la sconfitta di Butilino.

## La sua morteesemplare
Ecco la particolareggiata descrizione che Agazia fa della morte di Leutari:
(trad. it. di Massimo Gusso)
Si tratta, con palese evidenza di un richiamo ad un mito greco non molto conosciuto, quello di Erisittone (tessalo), e contiene una citazione riferibile quasi ad verbum dalle Metamorfosi di Ovidio (VIII, 877-878) dove si leggeva: ipse suos artos lacero divellere morsu | coepit et infelix minuendo corpus alebat [egli stesso cominciò a lacerarsi gli arti a morsi | e l'infelice si nutriva a prezzo del suo corpo]).
Questa stessa descrizione ci introduce all'ipotesi della rabbia quale causa dei fatali eventi narrati dallo storico bizantino, e occorsi nella città di Ceneda nel 554, nel tentativo di mettere più coerentemente in rapporto tra loro le descrizioni dei sintomi di cui avrebbe sofferto Leutari, il capo, e quelli che annientarono via viai suoi uomini, specie le morbosità febbrili, allucinatorie e convulsive.
Proprio la testimonianza di Agazia può condurre a ritenere che sia stata la rabbia umana (da Lyssavirus) a colpire Leutari e i suoi uomini; l'ipotesi Rabbia era stata avanzata nel 1940 dallo studioso tedesco Benno von Hagen, il quale, a detta di J. Théodoridès con riferimento ad Agazia, a été le premier à tenter une interprétation médicale de ce passage.
Von Hagen aveva supposto la trasmissione del morbo attraverso il morso dei cani o attraverso il sistematico contatto dei guerrieri con la saliva canina infetta. In tutte le spedizioni militari dei barbari germanici – sosteneva – quindi evidentemente anche in quella guidata da Leutari, das eben eine wandernde Horde war, “che pure era un'orda migrante”, e che discese l'Italia kämpfend und Beute machend, “combattendo e facendo bottino”, avrebbe trovato posto una grande quantità di cani (eine Menge Hunde befanden) utilizzati per sorvegliare i carriaggi e assicurare la protezione degli accampamenti nel corso della notte: il contatto tra guerrieri e cani era senza dubbio stretto e sistematico. Secondo von Hagen i cani alamannici avrebbero potuto essere stati infettati nell'Italia meridionale da cani indigeni, affetti endemicamente dalla Rabbia, e poi, a loro volta, avrebbero progressivamente trasmesso l'infezione ai guerrieri attraverso il morso vero e proprio o, più probabilmente, attraverso il contatto della saliva canina con ferite o lesioni agli arti inferiori e superiori, piuttosto frequenti – anzi addirittura croniche – in soldati sottoposti ad azione continua. L'abbondante saliva infetta del cane appare il veicolo più adatto (e subdolo) a trasmettere l'infezione ad una pluralità di soggetti che si trovino in particolari condizioni, con ferite aperte, suppurate o ulcerose. Infatti, nel corso delle guerre, i piedi dei combattenti, a seguito di marce, del freddo e di molte altre circostanze, si presentano piagati in modo spesso irrimediabile, in assenza di presidi sanitari efficienti, e soprattutto del tempo necessario a ridurre efficacemente le piaghe stesse. L'incubazione della Rabbia umana può rivelarsi piuttosto variabile, da dieci giorni a più di otto mesi, e la malattia può quindi manifestarsi a grande distanza nel tempo rispetto al luogo dell'infezione, al punto di apparire frutto di un'epidemia, pur non potendo la Rabbia infettare la popolazione umana in forma epidemica: il virus, com'è noto, si muove lentamente dalla zona di inoculazione, solitamente la cute e il tessuto muscolare sottostante, verso il sistema nervoso centrale, trasportato passivamente lungo le guaine dei nervi.
L'ipotesi dello studioso tedesco si fondava evidentemente sul rapporto intenso e sistematico che gli Alamanni dovettero coltivare con i propri cani: anche di questo l'archeologia ha fornito alcune prove, grazie alla scoperta di numerose sepolture alamanniche di uomini e cani, o di soli cani, peraltro referring to “large dogs”..., male dogs of a considerable size; si sa inoltre che during life, these large dogswill have been used especially in defending livestock against wolves, and in warfare. Tale ipotesi, oltre ad essere suffragata dallo speciale – storico – rapporto che legava i guerrieri Alamanni ai loro cani, con tutte le conseguenze che tale contiguità può ingenerare in presenza della specifica patologia, potrebbe essere sostenuta in maniera del tutto originale anche attraverso la reinterpretazione di un antico toponimo cenedese (alla Raboxa, attualmente via della Rabosa) la cui origine richiamerebbe il luogo di sepoltura degli Alamanni periti in seguito alla rabbia.
È evidente l'intento moralistico che muove Agazia nel descrivere la fine di Leutari e di tutti i suoi uomini: si tratta del filo conduttore di tutta la sua Storia: al "peccato" dei pagani Alamanni, colpevoli di aver saccheggiato senza pietà le chiese di mezza Italia, deve corrispondere la punizione divina attraverso la fine dei reprobi per malattia, o – come accadrà a Butilino – per sconfitta e morte in battaglia. Leutari e la sua morte ripugnante diventano quindi degli exempla, dei moniti, per pagani e miscredenti.
Si ignora se questo Leutari abbia avuto dei discendenti: all'incirca nella prima metà del VII secolo si ritrova nelle fonti un altro dux degli Alamanni chiamato Leuthari II: appare tuttavia assolutamente azzardato ipotizzare per lui collegamenti, familiari o d'altro genere, con l'omonimo capo guerriero morto nel 554.